# The Veronicas
The Veronicas är en australisk popduo från Brisbane som startades 1999 och består av tvillingsystrarna Lisa Marie och Jessica Louise Origliasso, födda den 25 december 1984. Debutalbumet The Secret Life Of... släpptes den 17 oktober 2005.
Deras mest kända singel är When It All Falls Apart från 2006. Dock användes även deras "Untouched" i EA:s FIFA 09, som gav dem en extra spurt ut i karriären.
Andra albumet Hook me up släpptes 3 november 2007 i Australien.

## Diskografi

### Album
- 2005 - The Secret Life of...
- 2007 - Hook Me Up
- 2012 - Life on Mars
- 2014 - The Veronicas

### Fotnoter
1. 1 2  Jeffries, David. ”The Veronicas > Overview”. allmusic. https://www.allmusic.com/artist/the-veronicas-mn0000978359/biography. Läst 31 augusti 2010.